# Jorge Romo
Pour les articles homonymes, voir Romo.
Jorge Romo Fuentes (né le 20 avril 1923 à La Havane à Cuba et mort le 17 juin 2014) est un joueur international de football mexicain.

## Biographie
Il commence en 1948 à évoluer pour le club du Centro Asturiano de México, avant de rejoindre le Club Deportivo Marte deux ans plus tard. Il termine sa carrière au Deportivo Toluca Fútbol Club.
Du côté de la sélection nationale, il est connu pour avoir participé avec l'équipe du Mexique aux éditions de la Coupe du monde 1954 en Suisse et de la Coupe du monde 1958 en Suède.